# Belizská kreolština
Belizská kreolština je, jak název napovídá, kreolský jazyk používaný v Belize. Vychází z angličtiny, je však ovlivněn i místními domorodými jazyky a jazyky západní Afriky (především akanština a igboština), které na území dnešního Belize přinesli otroci během koloniálního období. Je podobný s dalšími kreolskými jazyky založenými na angličtině, které se používají ve středoamerickém a karibském regionu (kreolština na území karibského pobřeží Nikaraguy, Kostariky, Panamy a kolumbijských ostrovů San Andrés a Providencia).
V současnosti je belizská kreolština lingua franca pro obyvatele tohoto státu, přestože je mateřským jazykem pouze pro zhruba 35% obyvatelstva Belize.

## Vzorový text
“Gaad ...wahn waip weh aala dehn
aiywaata fahn dehn aiy. Dehn noh
wahn ded nohmoh ner sofa, ner krai
ner feel payn nohmoh. Kaa aala
dehndeh tingz weh mi deh eena
di paas, dehn gaahn fareva.“